# Packet radio
Packet Radio er en datatransmissionstype, som anvendes i amatørradio og som er baseret på internetlignende dataprotokoler. Packet radio anvendt første gang i december 1980 og radioamatører og packet radio bidrog til starten af TAPR (Tucson Amateur Packet Radio) i 1981.
Packet radio-datanet tillader regionale, nationale og endda interkontinental aflevering af e-mail og andre dataoverførsler, men packet radio er begrænset til radioamatører. TCP/IP er også i brug på packet radio og tillader brug af alle de højere protokollag som f.eks. HTTP og FTP.
Hver packet radio station består af mindst en transceiver med radioantenne og et modem.
I mere traditionelle sammenhænge er der også en TNC (Terminal Node Controller). Disse packet radio stationer har også en terminal (som kan emuleres af en computer), for at tillade en operator, at interagere med TNCen, men automatiske packet radio stationer behøver ikke en terminal.
I dag er modemmet ofte direkte forbundet til computeren og har så implementeret TNCens rolle.

### FlexNet
- Welcom to the genuine FlexNet homepage Arkiveret 9. oktober 2004 hos  Wayback Machine
  - PC/FlexNet – An Overview Arkiveret 9. oktober 2004 hos  Wayback Machine "FlexNet ... we route everything"